# Benjamin Scharff
Benjamin Scharff,  auch Scharf, Scharffius (* 6. Juni 1651 in Nordhausen; † 4. Juni 1702 in Sondershausen) war ein deutscher Mediziner und fürstlicher Leibarzt von Schwarzburg-Sondershausen.

## Leben
Benjamin Scharff studierte an der Universität Jena Medizin und wurde 1670 im Alter von 19 Jahren Stadt- und Amtsphysicus in Weißensee. Ab 1674 war er fürstlicher Leibarzt von Christian Wilhelm (Schwarzburg-Sondershausen) und Stadtphysicus in Sondershausen. 
Von 1687 bis 1689 war Scharff Rektor an der Schule in Mühlhausen.
Benjamin Scharff veröffentlichte 1678 in Jena die erste toxikologische Abhandlung in lateinischer Sprache.
Am 22. Januar 1677 wurde Benjamin Scharff unter der Matrikel-Nr. 68 mit dem akademischen Beinamen Bias I. als Mitglied in die Academia Naturae Curiosorum, die heutige Deutsche Akademie der Naturforscher Leopoldina, aufgenommen.
Scharff starb am ersten Pfingsttag 1702.

## Schriften
- Toxikologia, Seu Tractatus Physico, Medico-Chymicus De Natura Venenorum In Genere: In Quo Venenorum Vires Ac Qualitates Considerantur, Ex Veterum Ac Recentiorum Opinione Examinantur, Et Tandem Ab Occultis Ad Manifestas Qualitates Reducuntur. Johann Gollner, Jena 1678
- Gründliche Erinnerung von Erkennung, Bewahrung und Heilung der Pest. Johann Gollner, Jena 1681
- Benjamin Scharff's Unvorgreifliche Gedancken von denen bißher heimlich- und unerforschlich-gehaltenen Magnetischen Curen, nach gründlicher Anleitung der Natur wohlmeinend erwogen. Schönermarck, Sondershausen 1700